# William Medill

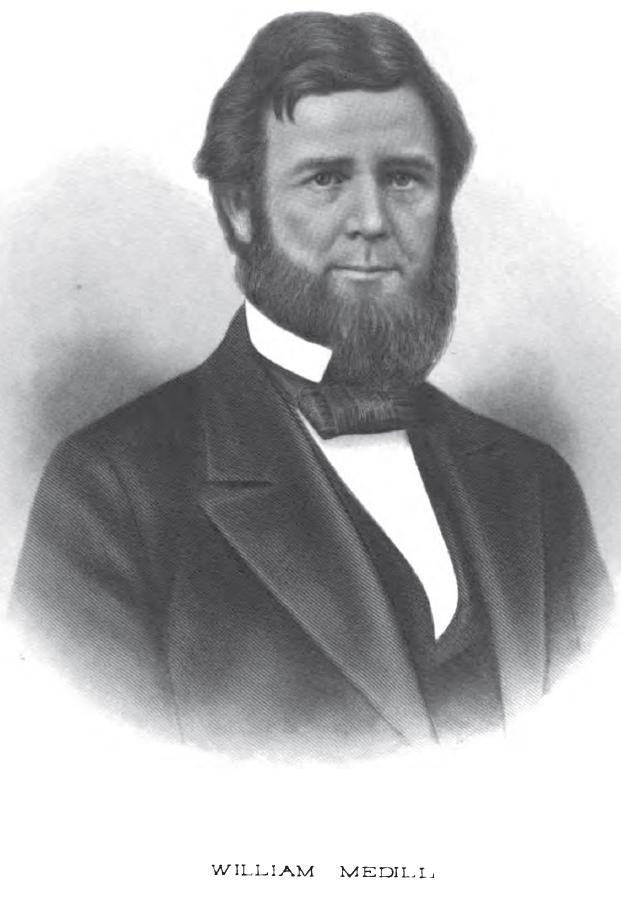
William Medill

William Medill, född i februari 1802 i New Castle County, Delaware, död 2 september 1865 i Lancaster, Ohio, var en amerikansk demokratisk politiker. Han var ledamot av USA:s representanthus 1839-1843. Han var den 22:a guvernören i delstaten Ohio 1853-1856.
Medill utexaminerades 1825 från Newark Academy (senare Delaware College, ej att förväxla med Newark Academy i New Jersey). Han studerade därefter juridik och inledde 1830 sin karriär som advokat i Lancaster, Ohio. Han var talman i Ohio House of Representatives, underhuset i delstatens lagstiftande församling, 1836-1837. Han efterträdde 1839 John Chaney som kongressledamot. Medill besegrades i kongressvalet 1842 av whigpartiets kandidat Elias Florence.
Ohio hade till en början ingen viceguvernör. Tidigare var det talmannen i delstatens senat som efterträdde guvernören om det skedde ett guvernörsbyte mitt i en mandatperiod. Medill var ordförande vid Ohios konstitutionskonvent 1850-1851 och i den nya konstitutionen inrättades viceguvernörens ämbete. Medill tillträdde 1852 som den första viceguvernören i Ohios historia.
Guvernör Reuben Wood avgick 1853 för att tillträda som USA:s konsul i Valparaíso i Chile. Wood efterträddes av viceguvernören Medill som sedan vann guvernörsvalet 1853 mot whig-partiets kandidat Nelson Barrere. Medill kandiderade två år senare till omval men förlorade mot republikanen Salmon P. Chase.
Medills grav finns på Elmwood Cemetery i Lancaster, Ohio.